# Spasimo di Sicilia
Lo Spasimo di Sicilia (Andata al Calvario) è un dipinto a olio su tavola trasportato su tela (318x229 cm) di Raffaello Sanzio e aiuti, databile al 1517 e conservato nel Museo del Prado di Madrid. L'opera è firmata su una pietra in primo piano "RAPHAEL URBINAS".

## Storia
La tavola fu commissionata dal monastero olivetano di Santa Maria dello Spasimo (da cui il nome dell'opera) di Palermo. Dipinta a Roma entro il 1517 (quando venne replicata su un'incisione di Agostino Veneziano) venne inviata per mare, ma la nave subì un viaggio avventuroso, riportato dal Vasari e da Vincenzo Borghini, finendo per naufragare. Le onde portarono la tavola verso le coste nei dintorni di Genova, dove fu "ripescata e tirata in terra, fu veduta essere cosa divina e per questo messa in custodia, essendosi mantenuta illesa e senza macchia o difetto alcuno, percioché sino alla furia de' venti e l'onde del mare ebbono rispetto alla bellezza di tale opera". Mentre la fama del ripescaggio miracoloso si spandeva, i siciliani dovettero ricorrere al favore del papa per riaverla: di nuovo imbarcata arrivò finalmente a destinazione a Palermo.
Nel 1661 venne acquistato dal viceré spagnolo del Regno di Sicilia Ferrando de Fonseca per il re Filippo IV, che la volle sull'altare maggiore della cappella del monastero dell'Escorial. Fu a Parigi dal 1813 al 1822, per effetto delle spoliazioni napoleoniche, e in tale occasione si procedette al trasporto su tela, pratica allora consueta in Francia, dopodiché tornò nelle collezioni spagnole.
Le condizioni della pala, anche a causa del cambio di supporto, non sono buone, per cui è stata rimossa per il restauro fino alla sua nuova presentazione alla mostra El último Rafael nel 2012.

## Descrizione e stile
La pala d'altare mostra il Redentore che caduto sulla via del Calvario si rivolge alla Madre, sorretta dalla Maddalena e dalle pie donne. La scena è molto affollata, con numerosi soldati sia a piedi che a cavallo, ma ha una piacevole apertura paesistica al centro, tra le due macchie di colore dello stendardo rosso e di un edificio.
L'espressività è drammatica e intensa, con un veloce incedere della narrazione: Gesù sembra chiedere soccorso alla madre, che allunga le braccia invano, come per volerlo sostenere; nella concitazione generale un soldato sta per sferzare un colpo di lancia e un altro, girato di spalle, strattona la corda legata in vita a Gesù senza pietà; al centro la possente muscolatura di Simone di Cirene si fa carico dello sforzo di risollevare la croce.
Evidenti sono i rimandi al gusto nordico, come la Piccola e la Grande Passione di Dürer, e alla concitazione michelangiolesca, tali da anticipare il manierismo. L'ideazione è sicuramente del Sanzio, ma la stesura è riferita in gran parte agli allievi, come usuale nell'ultima fase della carriera del pittore.

## Incisioni
- Quadro dello Spasimo o Lo Spasimo di Sicilia, incisione da disegno eseguito al Prado di Domenico Cunego nel 1781;[7][8]
- Spasimo di Sicilia, incisione di Ferdinando Salma del 1808 del dipinto del Prado, l'originale fu inviato in Francia come bottino di guerra.[8]
- Spasimo di Sicilia, incisione di Carlo Normaut del 1818 del dipinto del Prado.[8]
- Spasimo di Sicilia, intaglio in rame di Paolo Toschi, disegnato a Parigi ed eseguito a Parma nel 1832: è una riproduzione decisamente molto bella e fedele al dipinto del Prado. Il disegno fu effettuato nella bottega di restauro del Bonnemaison a Parigi prima del 1819.
  - Una riproduzione è dedicata a Ludovico I re di Baviera;[8]
  - Una riproduzione è custodita nello studio di Paolo Toschi di Palazzo Poldi;
  - Una riproduzione è custodita nella Cancelleria degli Studi di Parma;
  - Una riproduzione in dagherrotipo è presente nella Collezione del Collegio dei Gesuiti di San Rocco.